# 코시강

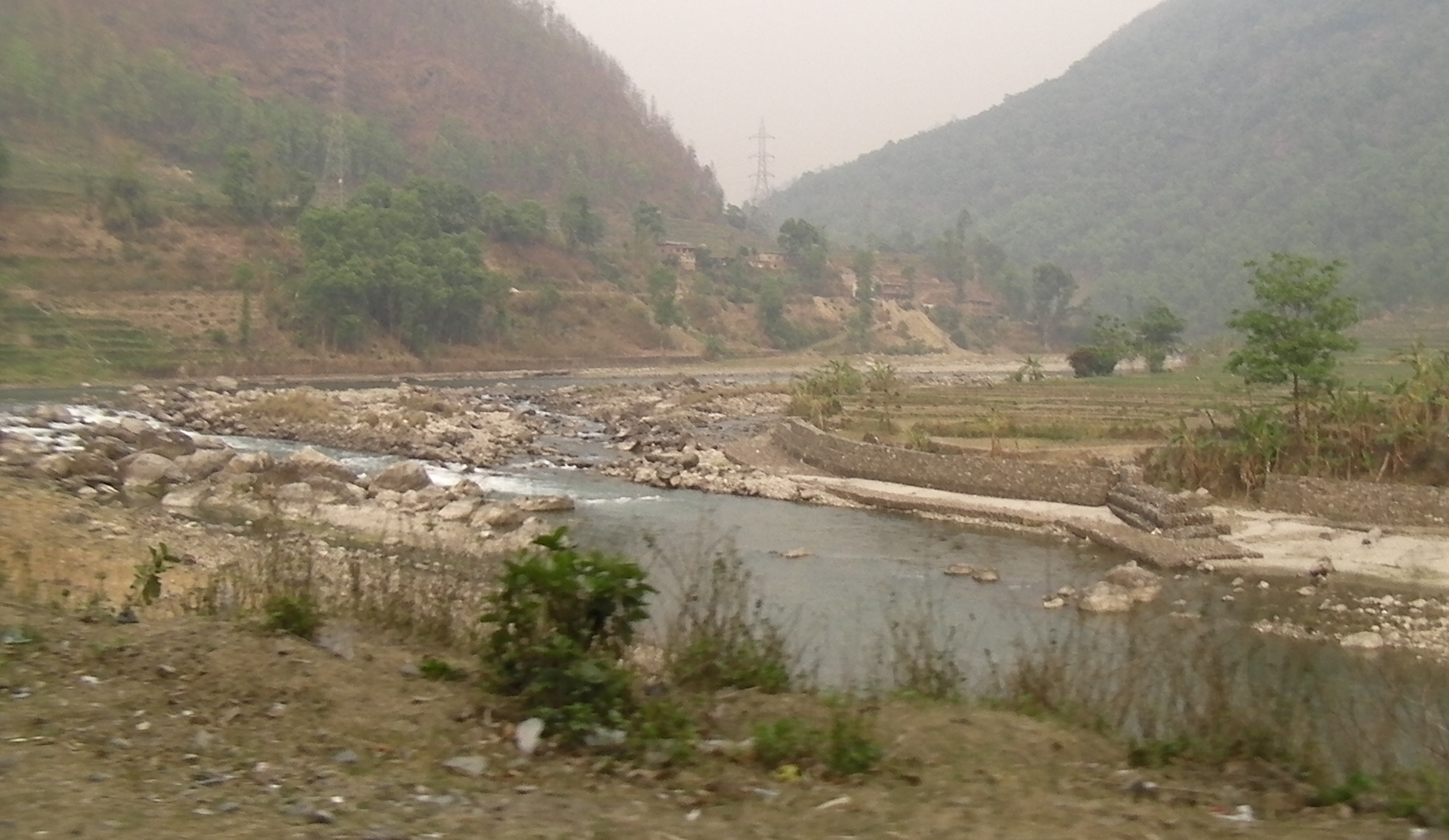
코시강

코시강(네팔어: कोशी नदी)은 인도와 네팔의 국경을 흐르는 갠지스강의 지류이다.